# Prescott, Kansas
Prescott är en ort i Linn County i Kansas. Vid 2010 års folkräkning hade Prescott 264 invånare.